# أرشيبالد ماكناب
أرشيبالد ماكناب هو سياسي كندي، ولد في 20 يناير 1826، وتوفي في 16 يوليو 1904. حزبياً، نشط في الحزب الليبرالي الكندي. وقد انتخب عضو مجلس العموم الكندي.